# Стренкова-Гура
Стренкова-Гура (пол. Strękowa Góra) — село в Польщі, у гміні Завади Білостоцького повіту Підляського воєводства.
Населення — 136 осіб (2011).
У 1975-1998 роках село належало до Ломжинського воєводства.

## Демографія
Демографічна структура станом на 31 березня 2011 року:
|          | Загалом | Допрацездатний вік | Працездатний вік | Постпрацездатний вік |
| -------- | ------- | ------------------ | ---------------- | -------------------- |
| Чоловіки | 78      | 14                 | 59               | 5                    |
| Жінки    | 58      | 6                  | 37               | 15                   |
| Разом    | 136     | 20                 | 96               | 20                   |